# Ronald Schettkat
Ronald Schettkat (* 19. Oktober 1954 in Hamburg) ist ein deutscher Volkswirt sowie Professor und Lehrstuhlinhaber  an der Bergischen Universität in Wuppertal.

## Leben
Seine Schulzeit verbrachte Schettkat von 1961 bis 1973 in Hamburg. Im Jahr seines Abiturs begann er sein Studium der Ingenieurwissenschaften an der Hochschule für Angewandte Wissenschaften Hamburg. 1976 erlangte er sein Diplom und wechselte an die Technische Universität Berlin, wo er fortan Wirtschaftswissenschaften studierte. 1982 schaffte er dort seinen Abschluss als Diplom-Volkswirt. 1982 und 1984 verbrachte er jeweils zwei Monate an der University of Essex. In Berlin erlangte er 1987 auch den Doktortitel.
Im November 1988 war Schettkat für ein halbes Jahr Fellow des American Council of Learned Societies und war Gastwissenschaftler an den Universitäten Stanford und Berkeley. 1990/91 forschte er mit einem Fellowship der Königlich Niederländische Akademie der Wissenschaften am Netherlands Institute of Advanced Study. Im Dezember 1991 habilitierte er an der Universität Bremen zum Privatdozenten. Seine Habilitationsschrift „The Labor Market Dynamics of Economic Restructuring; The United States and Germany in Transition“ wurde in den Praeger Publishers in New York veröffentlicht.
1994 war Schettkat für ein halbes Jahr als Teil des Tinbergen-Instituts Gastprofessor an der Universität von Amsterdam. Ab 1995 war er nacheinander Gastprofessor an der Universitäten von Bologna und Modena. Von 1996 bis 2003 war Schettkat Professor an der Universität Utrecht. 2001 war er für zwei Monate Gastprofessor an der Princeton University, 2003 bis 2004 nahm er in New York zudem ein Fellowship an der Russell Sage Foundation wahr. Seit Dezember des gleichen Jahres ist er Mitglied im Wissenschaftlichen Beirat der Hans-Böckler-Stiftung in Düsseldorf. Zudem ist er Mitglied des Wissenschaftlichen Beirat des wirtschaftspolitischen Magazins Wirtschaftsdienst, für das er regelmäßig Beiträge schreibt.
Seit Januar 2004 lehrt Schettkat als Professor der Wirtschaftswissenschaften an der Bergischen Universität Wuppertal. Im Juli 2006 wurde er Wissenschaftlicher Beirat des renommierten Wuppertal Instituts, im Dezember zudem des Graduiertenzentrums der Exzellenz “The Design of Efficient Labor Market Institutions in Europe” an der Universität Trier.
Schettkat ist verheiratet und hat zwei Kinder, einen Sohn und eine Tochter.

### Fachberatung
Außerhalb seiner universitären Beschäftigung ist Schettkat an zahlreichen politischen und wirtschaftlichen Instituten als Fachberater tätig. Eine Auswahl derer:
- Brookings Institution (Washington, D.C., USA)
- Bundesministerium für Bildung und Forschung (Bonn, Deutschland)
- Deutscher Bundestag (Berlin, Deutschland)
- Europäische Union/Parlament (Brüssel, Belgien)
- OECD (Paris, Frankreich)
- Internationale Arbeitsorganisation (Genf, Schweiz)